# Numbers (Izgubljeni)
"Numbers" je osamnaesta epizoda prve sezone televizijske serije Izgubljeni. Režirao ju je Dan Attias, a napisali su je Brent Fletcher i David Fury. Prvi puta se emitirala 2. ožujka 2005. godine na televizijskoj mreži ABC. Glavni lik radnje epizode je Hugo "Hurley" Reyes (Jorge Garcia).

## Radnja

### Prije otoka
Prije zrakoplovne nesreće zbog koje je završio na otoku, Hurley je osvojio na lutriji, ali u narednim tjednima čini se da su životi svih ljudi kojima je okružen ispunjeni nesrećom. Njegov djed umire od srčanog udara, svećenika na pogrebu pogađa munja, Hurleyjevog brata napušta supruga, Hurleyjeva majka lomi gležanj, a kuća koju je upravo kupio nestaje u požaru dok sam Hurley pogreškom biva uhićen. Nakon svega toga on posjećuje mentalnu bolnicu u kojoj je očigledno neko vrijeme boravio kako bi razgovarao s drugim pacijentom, Leonardom Simsom, koji non-stop ponavlja brojeve s kojima je Hurley osvojio lutriju (4, 8, 15, 16, 23 i 42). Kada mu Hurley kaže da je upotrijebio te brojeve, Lenny se uspaničari i počne vrištati: "Brojevi su loši! Moraš ih se kloniti!". Dok uznemirenog Lennyja odvodi medicinsko osoblje, on kaže ime Sama Toomeyja u Kalgoorlieju (Australija). Hurley tamo otputuje i saznaje da je Toomey umro četiri godine ranije. Međutim, njegova udovica ispriča Hurleyju priču o tome kako su Toomey i Leonard zajedno služili u Američkoj mornarici te da su bili stacionirani na Pacifiku gdje su nadgledali radio valove i prijenose. Većina onoga što su čuli su bile smetnje, ali u jednom trenutku prije 16 godina (što odgovara vremenu koje je Danielle Rousseau provela na otoku) Toomey je uhvatio signal ljudskog glasa koji konstantno ponavlja te brojeve. Nakon što je iskoristio te brojeve kako bi osvojio 50 tisuća Australskih dolara, Toomey je doživio niz nesreća sve dok nije počinio samoubojstvo. Njegova udovica govori Hurleyju da brojevi nisu povezani s ničijom srećom.

### Na otoku
Trideset i petog dana nakon zrakoplovne nesreće, 26. listopada 2004. godine, Hurley krade nešto dokumenata od Sayida Jarraha (Naveen Andrews) koje je ovaj pronašao u kampu Danielle Rousseau (Mira Furlan) u prethodnim epizodama. Dokumenti sadržavaju niz brojeva koji se ponavljaju (4, 8, 15, 16, 23 i 42) - istih onih brojeva pomoću kojih je Hurley osvojio lutriju. Hurley se čini uznemiren i kreće u potragu za Rousseau, ignorirajući Sayidova upozorenja o opasnosti koja ga očekuje. Sljedećeg, trideset i šestog dana nakon nesreće, Hurley pronalazi tajanstveni kabel kojeg je Sayid pratio, a koji izlazi iz nepoznate lokacije iz oceana te odlazi u džunglu. Premda je Rousseau postavila zamke oko kabela, čini se da Hurley nema straha od istih te ih on uz veliku pomoć sreće uspješno izbjegava premda ga jedna skoro ubije. Sayid, Jack Shephard (Matthew Fox) i Charlie Pace (Dominic Monaghan) ga u konačnici sustižu kod ručno izgrađenog mostića. Hurley ga prijeđe prvi, ali se isti uruši pod Charliejevom težinom pa se grupa razdvaja.
Nakon što na njih puca, Hurley i Charlie se razdvoje pa se sam Hurley susreće s Rousseau koja mu prijeti puškom. Hurley odbija otići i zahtijeva od njega mu kažu što znače brojevi. Rousseau se uvjeri da joj Hurley ne želi nanijeti zlo te spušta pušku, ali kaže da ne zna ništa o brojevima osim činjenice da je nju i njezin tim radio prijenos tih brojeva približio otoku, ali su im podvodna kamenja uništila brod prilikom približavanja obali. Tjednima su tražili radio toranj koji se nalazio u blizini "Crne Stijene", ali se u međuvremenu njezin tim "razbolio". Prema njezinom opisu događaja, nakon što je posljednji član njezine ekspedicije umro, ona je promijenila poruku koja se ponavljala u svoj vlastiti signal i poruku da traži pomoć. Hurley i Rousseau zajedno zaključuju da su brojevi ukleti te Rousseau dodaje da su brojevi doveli nju na otok, ali i Hurleyja također. 
Kasnije se Hurley vraća Sayidu, Jacku i Charlieju dajući im bateriju koju je dobio od Rousseau koju mogu koristiti za Michaelovu splav. Na plaži Charlie razgovara s Hurleyjem i otkriva mu da je bio ovisnik o heroinu. U zamjenu za to, Hurley mu govori da je bio iznimno bogat prije nesreće, ali ga Charlie ne shvaća ozbiljno i zapravo je povrijeđen pa prekida razgovor. Pred kraj epizode gledatelji saznaju da su isti brojevi utisnuti sa strane ulaza u podzemno okno kojeg su Boone i Locke našli u ranijoj epizodi.
Dok Michael radi na popravku splavi, Sawyer sjedi u svojoj stolici i čita knjigu A Wrinkle In Time autorice Madeleine L'Engle čija se radnja primarno fokusira na putovanje kroz vrijeme. 

## Produkcija
Scena u kojoj Hurleyja pogrešnu uhite, jer misle da se radi o dileru droge zapravo je referenca na seriju Bez oduševljenja, molim!. U toj seriji, glumac Jorge Garcia glumi dilera droge, a upravo mu je ta uloga omogućila da glumi Hurleyja u seriji Izgubljeni.

## Priznanja i zanimljivosti
Epizodu Numbers gledalo je 18.85 milijuna Amerikanaca. Chris Carabott iz IGN-a opisao je scenu u kojoj se prvi puta sastanu Hurley i Rousseau kao "najbolji trenutak epizode" u kojem "Hurley napokon pronalazi utjehu u nekome od koga je to najmanje očekivao". Jedan od kreatora serije, J. J. Abrams izjavio je da je glumica Furlan dala liku "srce i dušu" te da ju je uspjela napraviti "istovremeno kompleksnim likom, ali i likom s kojim se gledatelji mogu poistovjetiti".
Nakon emitiranja epizode, brojni su bili oni koji su upotrijebili brojeve iz serije (4, 8, 15, 16, 23 i 42) za igranje na lutriji. Prema novinama Pittsburgh Tribune-Review u roku od tri dana nakon emitiranja uplaćeno je preko 500 listića s brojevima. U istom razdoblju u državi Michigan preko 200 ljudi zaigralo je lutriju pomoću tih brojeva, a do listopada 2005. godine tisuće ljudi pokušali su osvojiti mega-lutriju s navedenim brojevima. Dana 4. siječnja 2011. godine o brojevima se ponovno počelo pisati budući su neki od njih izvučeni u mega-milijunskoj lutriji čiji je jackpot iznosio 380 milijuna dolara (4, 8 i 15) uz dopunski broj 42. Zanimljivo je da je upravo broj "42" bio Hurleyjev dopunski broj s kojim je osvojio lutriju u seriji. Igrači koji su igrali kombinaciju osvojili su 150 dolara svaki (odnosno 118 dolara u Kaliforniji).

## Vanjske poveznice
- "Numbers"  Arhivirana inačica izvorne stranice od 4. ožujka 2011. (Wayback Machine) na ABC-u